# Чал
Чал (болг. Чал) — село в Болгарии. Находится в Кырджалийской области, входит в общину Крумовград. Население составляет 43 человека.

## Политическая ситуация
В местном кметстве Чал, в состав которого входит Чал, должность кмета (старосты) исполняет Сабахтин Ахмед Чауш (Движение за права и свободы (ДПС)) по результатам выборов правления кметства.
Кмет (глава) общины Крумовград — Себихан Керим Мехмед (Движение за права и свободы (ДПС)) по результатам выборов в правление общины.